# Prafulla Kumari Devi
 (juillet 2024).
Rani Profulla Kumari Devi de Bastar (1910 - 28 février 1936) est la rani (reine régnante) de l'État princier indien de Bastar entre les années 1922 à 1936.
Son père Raja Rudra Pratap Deo meurt le 16 novembre 1921, et elle lui succède le 23 novembre 1922.
Elle règne pendant quatorze ans. Pravir Chandra Bhanj Deo lui succède.
Elle s'est mariée avec le prince Prafulla Chandra Bhanj Deo de Mayurbhanj (en).